# Unione Sportiva Grosseto 1973-1974
Questa voce raccoglie le informazioni riguardanti l'Unione Sportiva Grosseto nelle competizioni ufficiali della stagione 1973-1974.

## Rosa
| N. |                   | Ruolo | Calciatore                      |
| -- | ----------------- | ----- | ------------------------------- |
|    | Italia (bandiera) | C     | Luciano Angelini                |
|    | Italia (bandiera) |       | Arcoria                         |
|    | Italia (bandiera) |       | Bocchi                          |
|    | Italia (bandiera) | A     | Erminio Bolzan                  |
|    | Italia (bandiera) |       | Brezzi                          |
|    | Italia (bandiera) | C     | Luigi Cappanera                 |
|    | Italia (bandiera) | D     | Eddo Carlet                     |
|    | Italia (bandiera) | D     | Francesco Carpenetti (capitano) |
|    | Italia (bandiera) | C     | Massimo Cherubini               |
|    | Italia (bandiera) | A     | Vinicio Ciacci                  |
|    | Italia (bandiera) | A     | Claudio Di Prete                |
|    | Italia (bandiera) | P     | Gino Ferioli                    |
|    | Italia (bandiera) | D     | Domenico Grilli                 |

| N. |                   | Ruolo | Calciatore          |
| -- | ----------------- | ----- | ------------------- |
|    | Italia (bandiera) | P     | Fabio Marchetti     |
|    | Italia (bandiera) | A     | Rolando Marchetti   |
|    | Italia (bandiera) | C     | Enrico Marini       |
|    | Italia (bandiera) | A     | Riccardo Montagnani |
|    | Italia (bandiera) | D     | Maurizio Montanari  |
|    | Italia (bandiera) | D     | Emilio Morandi      |
|    | Italia (bandiera) | D     | Gilberto Noletti    |
|    | Italia (bandiera) | C     | Aldo Piccoli        |
|    | Italia (bandiera) | C     | Silvio Scapecchi    |
|    | Italia (bandiera) | D     | Agostino Schiaretta |
|    | Italia (bandiera) | C     | Fabio Simoni        |
|    | Italia (bandiera) | A     | Maurizio Zanotti    |